# Pascal Bentoiu
Pascal Bentoiu (Bucarest, 22 de abril de 1927-ibídem, 21 de febrero de 2016) fue un compositor y musicólogo rumano. 
Estudió armonía, contrapunto, orquestación y composición con Mihail Jora, y piano con Theophil Demetriescu. Durante tres años (1953-6) colaboró como investigador en el Instituto de Folclore de Budapest, pero después de este periodo se consagró por entero a la composición musical. Durante un tiempo fue presidente de la Unión de Compositores y Musicólogos Rumanos, hasta justo después de la Revolución rumana de 1989.
Su música, lírica y coloria (su Sinfonía n.º 6 está dividida en movimientos señalados con colores: Negro -Rojo - Verde - Amarillo - Azul - Blanco)  se inspira en el folclore rumano, en la escala diatónica y en el serialismo, así como en las técnicas contemporáneas. Bentoiu compuso tres óperas (una de ellas es Hamlet, opus 18, estrenada en  Marsella en 1974), un poema sinfónico-vocal, ocho sinfonías, un concierto para violín, dos conciertos para piano, seis cuartetos de cuerda, sonatas y varios ciclos de canciones. Ganó numerosos premios con sus composiciones, especialmente en Rumania y en Italia (donde consiguió el Premio Internacional de la RAI y el Premio Internacional Guido Valcarenghi).
En 1984 publicó un gran estudio sobre la obra musical de George Enesco. Posteriormente, ya en la segunda mitad de la década de 1990, Bentoiu orquestó varias obras de Enesco, como su poema sinfónico Isis (para lo que utilizó manuscritos del propio autor) y terminó la orquestación de las sinfonías n.º 4 y 5 de Enesco.
Pascal Bentoiu era el marido de la poeta Annie Bentoiu.

## Libros de Bentoiu
Bentoiu publicó numerosos libros sobre música que, en algún caso, se han traducido a lenguas extranjeras:
- Miradas sobre el mundo de la música
- El pensamiento musical
- La image y el sentido. Ensayo sobre el fenómeno musical
- Obras maestras de Enesco
- Breviario de Enesco.